# Cicle del glioxilat

Cicle del glioxilat

El cicle del glioxalat és el procés pel qual l'acetil-CoA es descondensa amb l'oxalacetat per formar citrat i el citrat és convertit en isocitrat.
Els vertebrats no poden convertir els àcids grassos o l'acetat derivat d'ells en glúcids. La conversió del fosfoenolpiruvat en piruvat i de piruvat en acetil-CoA és tan exergònica que és essencialment irreversible. Si una cèl·lula no pot convertir acetat en fosfoenolpiruvat, l'acetat no pot servir de material de partida per la via gluconeogènica, que va de fosfoenolpiruvat a glucosa. Sense aquesta capacitat, una cèl·lula o un organisme no són capaços de convertir combustibles o metabòlits, que són degradats a acetat (àcids grassos i certs aminoàcids) en glúcids. Segons les reaccions anapleròtiques, el fosfoenolpiruvat pot ser sintetitzat a partir d'oxalacetat mitjançant la reacció reversible catalitzada per la PEP carboxicinasa:
Oxalacetat + GTP ↔ fosfoenolpiruvat + CO₂ + GDP
Ja que, els àtoms de carboni de les molècules d'acetat que entren en el cicle de l'àcid cítric o cicle de Krebs apareixen vuit passos més tard a l'oxalacetat, podria semblar que aquesta via pogués generar oxalacetat a partir d'acetat i així generar fosfoenolpiruvat per la gluconeogènesi. Tanmateix, un examen de l'estequiometria del cicle de l'àcid cítric mostra que no hi ha conversió neta d'acetat a oxalacetat; als vertebrats per cada dos carbonis que entren en el cicle en forma d'acetil-CoA, surten com a dos CO2. En molts organismes no vertebrats, el "cicle del glioxilat" serveix com a mecanisme per convertir acetat en glúcid.

## Compostos de quatre carbonis a partir d'acetat
En el metabolisme de les plantes, alguns invertebrats i certs microorganismes, l'acetat pot servir com a combustible altament energètic i com a font de fosfoenolpiruvat per la síntesi de glúcids. En aquests organismes, els enzims del cicle del glioxilat catalitzen la conversió neta d'acetat a succinat o a un altre intermediari de quatre àtoms de carboni del cicle de l'àcid cítric.
2Acetil-CoA + NAD+ + 2 H2O ↔ succinat + 2 CoA+ NADH+ H+
Al cicle del glioxalat, l'acetil-CoA es descondensa amb l'oxalacetat per formar citrat i el citrat és convertit en isocitrat, exactament igual que en el cicle de l'àcid cítric. El pas següent, no obstant, no és la degradació de l'isocitrat a través de l'isocitrat deshidrogenasa sinó el trencament d'isocitrat per l'isocitrat liasa, formant succinat i glioxalat. El glioxalat es condensa llavors amb una segona molècula d'acetil-CoA per donar malat en una reacció catalitzada pel malat sintasa. El malat s'oxida posteriorment a oxalacetat, el qual pot condensar-se amb una altra molècula d'acetil-CoA per començar una altra vegada el cicle. Cada volta del cicle del glioxilat consumeix dues molècules d'acetil-CoA i produeix una molècula de succinat disponible per a fins biosintètics. El succinat pot convertir-se a través del fumarat i el malat en oxalacetat, el qual pot ser convertit en fosfoenolpiruvat per la PEP carboxicinasa, i així fins a la glucosa a través de la gluconeogènesi.
Els vertebrats no posseeixen els enzims específics del cicle del glioxilat (isocitrat liasa i malat sintasa) i, per tant, no poden produir síntesi neta de glucosa a partir de lípids.
En les plantes, els enzims del cicle del glioxilat es troben segrestats en orgànuls units a la membrana anomenats glioxisomes. Els enzims comuns a l'àcid cítric i del glioxilat tenen dos isoenzims, un específic per les mitocòndries i l'altre de glioxisomes. Els glioxisomes no estan presents en tots el teixits de les plantes en tot moment. Es desenvolupen en llavors riques en lípids durant la germinació, abans que les plantes en desenvolupament adquireixin la capacitat de sintetitzar glucosa gràcies a la fotosíntesi. A més tots els enzims del cicle del glioxilat, els glioxisomes contenen tots els enzims necessaris per a la degradació dels àcids grassos emmagatzemats als olis de les llavors. L'acetil-CoA format a partir de la degradació de lípids es converteix en succinat via el cicle del glioxilat, i el succinat exportat a la mitocondria, on els enzims del cicle de l'àcid cítric el transformen a malat. Un isoenzim citosòlic del malat deshidrogenasa oxida malat a oxalacetat, un precursor de la gluconeogènesi. Les llavors en germinació poden, per tant, convertir el carboni dels lípids emmagatzemats en glucosa.

## Regulació coordinada del cicle de Krebs i el cicle del glioxilat
En les llavors en germinació, les transformacions dels àcids dicarboxílics i tricarboxílics es produeixen en tres compartiments intracel·lulars: mitocondris, glioxisomes i citosol. Cal remarcar que existeix un intercanvi continu entre aquests compartiments.
L'esquelet carbonatat de l'oxalacetat del cicle de Krebs és transportat al glioxisoma en forma d'aspartat. Aquest, al seu torn, es transforma en oxalacetat que es condensa amb l'acetil-CoA procedent de la degradación d'àcids grassos. Així, el citrat format es converteix en isocitrat gràcies a l'enzim aconitasa i és escindit en glioxilat i succinat per l'isocitrat liasa. El succinat retorna al mitocondri i torna a entrar al cicle de Krebs per ésser transformat en malat, que és transportat al citosol i oxidat per la malat deshidrogenasa citosòlica a oxalacetat. Al seu torn, l'oxalacetat, a través de la via de la gluconeogènesi es converteix en hexoses i sacarosa, que poden ésser transportades a les arrels i la tija en creixement. En aquestes conversions participen quatre vies diferents: la degradació d'àcids grassos a acetil-CoA, que té lloc als glioxisomes; el cicle del glioxilat, que també té lloc als glioxisomes; el cicle de Krebs, que té lloc als mitocondris i la gluconeogènesi, que té lloc al citosol.
Aquestes vies comparteixen metabòlits i, per tant, han d'estar coordinades. L'isocitrat és un metabòlit molt important en el punt de ramificació del cicle del glioxilat i del cicle de Krebs. L'enzim que catalitza les reaccions lligades a aquest metabòlit, la isocitrat deshidrogenasa, està regulat mitjançant una modificación covalent. Una proteïna-cinasa específica el fosforila per tal d'inactivar-lo. Aquesta inactivació produeix la desviació de l'isocitrat al cicle del glioxilat, mitjançant el qual obtindrem glucosa. Per contra, quan l'enzim és activat per una fosfoproteïna fosfatasa que el desfosforila, l'isocitrat entra al cicle de Krebs per obtenir energia.
Algun bacteris posseeixen tots els enzims del cicle del glioxilat i del cicle de Krebs en el seu citosol. Per tant, poden viure utilitzant únicament com a font d'energia i de carboni l'acetat. La fosfoproteïna-cinasa, que com s'ha mencionat anteriorment activa la isocitrat deshidrogenasa i l'isocitrat entra al cicle de Krebs, és estimulada per metabòlits del cicle de Krebs i de la glucòlisi. D'altra banda, els mateixos metabòlits inhibeixen l'activitat de la proteïna-cinasa. Així, l'acumulació de metabòlits de les vies de generació d'energia, que indiquen una reducció energètica, activen la isocitrat deshidrogenasa. Per contra, quan la concentració d'aquests metabòlits disminueix, indicant un flux suficient a través del cicle de Krebs i una aportació normal d'energia, la isocitrat deshidrogenasa és activada per la proteïna-cinasa.
Aquests metabòlits del cicle de Krebs i de la glucòlisi són també inhibidors al·lostèrics de la isocitrat liasa. Quan la concentració d'aquests metabòlits és baixa i per tant, el metabolisme que produeix energia és ràpid, la isocitrat deshidrogenasa s'inactiva i la isocitrat liasa deixa d'ésser inhibida. Conseqüentment, l'isocitrat és utilitzat pel cicle del glioxilat per sintetitzar glúcids, aminoàcids i altres components cel·lulars.